# 費多里夫卡 (沃倫州)
50°51′12″N 24°16′28″E / 50.85333°N 24.27444°E
費多里夫卡（烏克蘭語：Федорівка），是烏克蘭西北部的村莊，隸屬沃倫州的沃洛德米爾區。該村始建於1289年，面積1.53平方公里，海拔高度194米，2001年人口569，人口密度每平方公里372.63人。